# Ram Rotberg
Ram Rotberg (hebrejsky רם רוטברג‎, S * 5. února 1964) je izraelský kontradmirál, který v letech 2011 až 2016 velel Izraelskému vojenskému námořnictvu.

## Vojenská služba
V letech 2001 až 2004 velel elitní námořní jednotce Šajetet 13, která pod jeho velením například v lednu 2002 zadržela loď Karine A, která pašovala zbraně teroristickým hnutím. Během druhé libanonské války v roce 2006 velel námořní zpravodajské službě. Tehdejším náčelníkem Generálního štábu Danem Chalucem byl pokárán za raketový útok Hizballáhu na izraelskou korvetu INS Hanit. Při útoku řízenou střelou, kterou Hizballáh získal z Íránu, zahynuli čtyři námořníci, kteří si nebyli vědomi, že by Hizballáh takovou techniku vlastnil. Rotberg byl kritizován za svůj podíl na tomto selhání, později však byl povýšen do hodnosti velitele námořní základny v Haifě.
V uplynulých letech byl členem Národní bezpečnostní rady.
Dne 4. srpna 2011 ministr obrany Ehud Barak schválil Rotberga do čela Izraelského námořnictva, kam jej nominoval náčelník Generálního štábu Benjamin Ganc. Byl povýšen do hodnosti generálmajora a 6. října 2011 nahradil stávajícího velitele námořnictva Eliezera Maroma. V září 2016 Rotberga v této funkci vystřídal Eli Šarvit.